# Extinction of Mankind
Gli Extinction of Mankind sono un gruppo crust punk inglese, formatosi nel 1992.

## Discografia
Album in studio
- 1997 - Baptised in Shit
- 2004 - The Nightmare Seconds...
- 2006 - Northern Scum
- 2017 - Storm Of Resentment

EP
- Weakness
- Scars of Mankind Still Weep
- Ale to England

Split
- Extinction of Mankind / Doom
- Extinction of Mankind / Misery
- Extinction of Mankind / Warcollapse
- Extinction of Mankind / Phobia
- Extinction of Mankind / Apocalypse